# Pococera
Pococera is een geslacht van vlinders van de familie snuitmotten (Pyralidae), uit de onderfamilie Epipaschiinae.

## Soorten
- P. adolescens Dyar, 1914
- P. aelredella Schaus, 1922
- P. africalis Hampson, 1906
- P. agatha Schaus, 1922
- P. albiceps Hampson, 1906
- P. albulella Hampson, 1896
- P. antilocha Meyrick, 1936
- P. aplastella Hulst, 1888
- P. arizonella Barnes & Benjamin, 1924
- P. asperatella Clemens, 1860
- P. atristrigella Ragonot, 1893
- P. baptisiella Fernald, 1887
- P. basalis Jones, 1912
- P. basilissa Schaus, 1922
- P. callipeplella Hulst, 1888
- P. capnodon Dyar, 1914
- P. cataldusa Schaus, 1925
- P. corumba Schaus, 1922
- P. cuthmana Schaus, 1922
- P. cyrilla Schaus, 1922
- P. dolorosella Barnes & Benjamin, 1924
- P. euphemella Hulst, 1888
- P. expandens Walker, 1863
- P. floridella Hulst, 1900
- P. fuscolotella Ragonot, 1888
- P. gelidalis Walker, 1866
- P. gibbella Zeller, 1848
- P. griseella Barnes & Benjamin, 1924
- P. gybriana Schaus, 1925
- P. hemimelas Hampson, 1906
- P. hermasalis Schaus, 1925
- P. humerella Ragonot, 1888
- P. insularella Möschler
- P. iogalis Schaus, 1922
- P. jovita Schaus, 1922
- P. maritimalis McDunnough, 1939
- P. melanogrammos Zeller, 1872
- P. mesoleucalis Hampson, 1916
- P. militella Zeller, 1848
- P. narthusa Schaus, 1913
- P. nigribasalis Hampson, 1906
- P. nocturna Schaus, 1922
- P. platanella Clemens, 1860
- P. polialis Hampson, 1906
- P. provoella Barnes & Benjamin, 1924
- P. robustella Zeller, 1848
- P. sabbasa Schaus, 1922
- P. sadotha Schaus, 1922
- P. scabridella Ragonot, 1888
- P. scortealis Lederer, 1863
- P. semnialis Felder
- P. spaldingella Barnes & Benjamin, 1924
- P. speciosella Hulst, 1900
- P. subcanalis Walker, 1863
- P. subviolascens Hampson, 1906
- P. texanella Ragonot, 1888
- P. thoracicella Barnes & Benjamin, 1924
- P. tiltella Hulst, 1888
- P. vacciniivora Munroe, 1963
- P. vandella Dyar, 1914
- P. venezuelensis Amsel
- P. viridis Druce, 1910